# Coral Sun Airways
Coral Sun Airways, von Mitte 2010 bis Anfang 2017 im Markenauftritt Coral Sun Aviation, ist eine kiribatische Fluggesellschaft mit Sitz in South Tarawa und Basis auf dem Flughafen Bonriki.

## Geschichte
Coral Sun Airways wurde im Januar 2009 von dem Berufspiloten Jeff Jong und dessen Ehefrau Shiu-Fung Jong gegründet, um planmäßige Inlandsflüge in Konkurrenz zur staatlichen Air Kiribati anzubieten. Die Aufnahme des Flugbetriebs erfolgte im März 2009 mit einer geleasten Britten-Norman BN-2 Islander (Kennzeichen T3-JMR), mit der die Gesellschaft vom Flughafen Bonriki ausgehende Verbindungen zu den anderen Gilbertinseln bediente. Eine zweite gemietete Britten-Norman Islander (T3-VIN) wurde im Mai 2009 übernommen. Coral Sun Airways stellte den Linienflugbetrieb im Frühjahr 2010 aus wirtschaftlichen Gründen ein und gab daraufhin beide Britten-Norman Islander an den Leasinggeber zurück.
Im Juni 2010 leaste das Unternehmen eine Piper PA-23-250F (T3-64Z) von der neuseeländischen Sunair Aviation, mit der Charterflüge unter dem neuen Markennamen Coral Sun Aviation erfolgten. Das Flugzeug befand sich von April 2013 bis März 2015 in Neuseeland zur Reparatur und wurde während dieser Zeit durch eine gemietete PA-23-250E (ZK-PIW) ersetzt. Ende Januar 2015 ging die Gesellschaft eine Kooperation mit Samoa Air ein, um für diese internationale Linienflüge von Apia-Faleolo (Samoa) über Funafuti (Tuvalu) nach Tarawa durchzuführen. Hierzu stellte Coral Sun Aviation im März 2015 eine Beechcraft B200 King Air (T3-JMR) in Dienst. Der Linienverkehr wurde allerdings nicht aufgenommen, weil Samoa Air noch im selben Jahr Insolvenz anmelden musste. Stattdessen konzentriert sich das Unternehmen auf Charterflüge, medizinische Transporte und Sucheinsätze. Zeitweise setzte Coral Sun Aviation ein Flugzeug als Lufttaxi im Auftrag des Fanning Island Resorts ein, um dessen Gäste vom Flughafen Cassidy auf der Insel Kiritimati zur Hotelanlage auf dem Atoll Tabuaeran zu fliegen. Diese Verbindung wird seit 2016 von der staatlichen Air Kiribati bedient. 
Seit 2017 arbeitet die Gesellschaft unter ihrem ursprünglichen Namen Coral Sun Airways mit dem australischen Unternehmen Rock Expeditions zusammen, das speziell für Sportangler individuelle Urlaubsreisen im Südwestpazifik anbietet.

## Flotte
Im Frühjahr 2018 bestand die Flotte der Gesellschaft aus zwei Flugzeugen:
| Flugzeugtyp              | Luftfahrzeugkennzeichen | Anmerkungen                               | Sitzplätze |
| ------------------------ | ----------------------- | ----------------------------------------- | ---------- |
| Beechcraft B200 King Air | T3-JMR                  |                                           | 9          |
| Piper PA-23-250F         | ZK-WDP (ehemals T3-64Z) | gemietet von Sunair Aviation (Neuseeland) | 6          |